# Bangladesh Premier League
De Bangladesh Premier League is de hoogste voetbalcompetitie van Bangladesh en wordt georganiseerd door de Bangladesh Football Federation. 
Tot 2000 was de Dhaka League de belangrijkste competitie in Bangladesh. Daarna kwam de National Football Championship en in 2006 werd besloten tot oprichting van de B.League. De league begon op 2 maart 2007, met acht clubs uit Dhaka en drie van daarbuiten. In 2009 werd de naam Bangladesh Premier League aangenomen.

## Teams 2020-2021
- Arambagh Krira Sangha
- Bangladesh Police FC
- Bashundhara Kings
- Brothers Union
- Chittagong Abahani Ltd.
- Dhaka Abahani Ltd.
- Dhaka Mohammedan SC Ltd.
- Sheikh Jamal Dhanmondi Club
- Muktijoddha Sangsad KC
- Rahmatganj MFS
- Saif SC
- Sheikh Russel KC
- Uttar Baridhara SC

## Kampioenschappen
- 2007 : Dhaka Abahani
- 2008/09 : Dhaka Abahani
- 2009/10  : Dhaka Abahani
- 2010/11  : Sheikh Jamal DC
- 2012 : Dhaka Abahani
- 2012/13 : Sheikh Russel
- 2013/14 : Sheikh Jamal DC
- 2014/15 : Sheikh Jamal DC
- 2016    : Dhaka Abahani
- 2017/18 : Dhaka Abahani
- 2018/19 : Bashundhara Kings
- 2019/20 : Competitie stopgezet vanwege Coronapandemie
- 2020/21 : Bashundhara Kings
- 2021/22 : Bashundhara Kings